# Lemieszówka (rejon kalinowski)
Lemieszówka (ukr. Лемешівка) – wieś na Ukrainie w rejonie kalinowskim obwodu winnickiego.
Prywatna wieś szlachecka, położona w województwie bracławskim, w 1739 roku należała do klucza Glińsk Lubomirskich. Jednym z dziedziców Lemieszówki był Leopold Bychowski, brat Karola, marszałka winnickiego, który sprzedał ją Włodzimierzowi Spasowiczowi.

## Dwór
- jednokondygnacyjny dwór wybudowany w stylu klasycystycznym istniał do 1917[3].